# Узбеки
Узбе́ки (ед. ч. узб. oʻzbek / ўзбек / اۉزبېک‎, мн. ч. oʻzbeklar / ўзбеклар / اۉزبېکلر‎) — тюркский народ, говорящий на узбекском языке и являющийся основным и коренным населением Узбекистана, доля которого там составляет около 80 %.
Достаточно большое количество узбеков проживает также в северном Афганистане, Таджикистане, в южном Казахстане, на юге Кыргызстана, северном и восточном Туркменистане. Значительные группы узбекских, экономических и политических мигрантов живут в России, США, Турции, Украине, странах ЕС.
Более 49 % населения Узбекистана проживает в сельской местности и занято преимущественно земледелием. Узбеки традиционно занимались ремёслами и торговлей. Они являются самым крупным по численности этносом Средней Азии.
Вероисповедание — преимущественно мусульмане-сунниты.

## Название
Существует несколько гипотез происхождения слова узбек. Основные из них представлены ниже.
Наиболее раннее упоминание слова узбек в качестве личного имени относится к XII веку. Слово узбек возникло в Средней Азии среди огузских племён ещё до прихода монголов.
Личное имя Узбек встречается в арабских и персидских исторических сочинениях. Усама ибн Мункыз (скончался в 1188 г.) в «Книге назидания», описывая события в Иране при Сельджукидах, отмечает, что одним из предводителей войск Бурсука в 1115—1116 годах был «эмир войск» Узбек — правитель Мосула. Согласно Рашид-ад-дину, последнего представителя огузской династии Илдегизидов, правивших в Тебризе, звали Узбек Музаффар (1210—1225).
В 1221 году одним из предводителей войск хорезмшаха Джалал ад-дина в Афганистане был Джахан Пахлаван Узбек Таи.
Согласно Аллену Франку и Питеру Голдену личное имя Узбек появилось на исторической сцене ещё до Узбек-хана, на территории Дашти Кипчака. Узбекский историк Мутал Эрматов предполагал, что слово узбек было производным от названия тюркского племени узов.
К концу XIV века на территории восточного Дешт-и-Кипчака образуется союз кочевых тюрко-монгольских племён, придерживавшихся ислама, введённого Узбек-ханом (1312—1342), прозванных за это «узбеками». Впервые о нём упоминается в персидских источниках в связи с описанием борьбы между Урус-ханом (1361—1375) и его противником Тохтамышем.
Намного позже завершения правления Узбек-хана, а именно в 60-х годах XIV века этноним «узбек» стал собирательным именем для всего тюрко-монгольского населения восточного Дешт-и-Кипчака.
Этноним «узбек» был привнесён в регион при Тимуре, а стал более массово использоваться после завоевания и частичной ассимиляции в её среде дештикипчакских кочевников, перекочевавших в Мавераннахр на границе XV—XVI веков во главе с Шейбани-ханом и под предводительством шибанидских принцев — Ильбарса и Бильбарса с севера за Сырдарьёй.
Поэт Алишер Навои в своих произведениях, написанных в XV веке упоминал об этнониме «узбек» как название одной из этнических групп Мавераннахра.
Например, в поэме «Стена Искандара» он писал:

На шахские короны и пышные одежды
мне надоело смотреть,
Мне достаточно одного моего простого узбека,
у которого на голове тюбетейка, а на плечах халат

Уже в XVI веке в источниках встречается термин-топоним Узбекистан. Сефевидский шах Тахмасп I (1524—1576) называл в своих документах государство Шейбанидов в Мавераннахре «Узбекистаном».
В первой половине XVII века учёный-энциклопедист Махмуд ибн Вали писал о жителях Мавераннахра: «Народ этой страны в каждую эпоху имел особое имя и прозвище. Со времени Тура ибн Яфаса до появления Могул хана, жителей этой страны называли тюрками…. После поднятия государева знамени Узбек хана и по сей день жители этой страны именуются узбеками…».
Поэт XVII века Турды писал об этнониме «узбек» как об объединяющем названии для 92 родов на территории Средней Азии.
Российский посланник И. В. Виткевич, побывавший в Бухаре в 1836 году, писал, что «в Бухаре можно найти жителей целого Узбекистана или Турана».
По версии Г. В. Вернадского, термин «узбек» являлся одним из самоназваний «свободных людей». Он предполагает, что термин «узбеки» использовался как самоназвание объединившихся «свободных людей», различного рода занятий, языка, веры и происхождения. В работе «Монголы и Русь» он писал, что согласно Полю Пелио, имя Узбек (Özbäg) значит «хозяин себя» (maître de sa personne), то есть «свободный человек». Узбек в качестве названия нации значило бы тогда «нация свободных людей». Такого же мнения придерживается П. С. Савельев, писавший о бухарских узбеках в 1830-х годах, который считал, что название «узбек» значит «сам себе господин». Некоторые писатели предполагают, что называние «узбек» восходит к имени Öz Beg («Узбек»), которое носил хан тюрко-монгольского государства Золотая Орда — Узбек-хан (1312—1340).

## История и формирование узбекского народа

#### Древний период
Узбеки являются потомками самых древних народов Средней Азии, чьё постоянное присутствие в Центральной Азии засвидетельствовано с середины I тысячелетия до нашей эры согдийцами, хорезмийцами, бактрийцами, ферганцами и сако-массагетскими племенами, а также тюркского населения региона.
По мнению таджикского историка Б. Гафурова, узбекский народ образовался не только из кочевников-узбеков, но и из оседлых народов согдийцев и хорезмийцев, а также из тюркоязычных народов, живших в Средней Азии с глубокой древности.
По мнению академика А. Аскарова, одними из древнейших предков узбеков были местные прототюрки и тюрки. В число предков узбеков входило коренное оседлое и скотоводческое население Средней Азии, говорившее на тюркских и восточноиранских языках. Начало процесса смешения племён и родов, говоривших на языках двух разных языковых семей, является началом узбекского этногенеза.
К. Шаниязов относит усуней и хуннов к тюркоязычным племенам и именно с ними связывает тюркизацию ираноязычных племён на берегах Сырдарьи и появление нового тюркоязычного народа — кангаров. С рубежа н. э. начинается проникновение в Среднеазиатское междуречье отдельных групп тюркоязычных племён.
Абу Рейхан Бируни (973—1048) в произведении «Памятники минувших поколений» приводит сведения о древних тюрках Хорезма: «Они (жители Хорезма) считали годы от начала заселения (своей страны), которое произошло за 980 лет до Александра, а потом начали считать годы от прихода в Хорезм Сиявуша, сына Кайкауса и воцарения там Кейхусрау и его потомков, который переселился в Хорезм и распространил свою власть на царство тюрков. Это было 92 года (от начала) заселения Хорезма.
Около 175 года до. н. э. Хорезм вошёл в состав Кангюя, который некоторые исследователи связывают с тюркоязычными общностями. Так, Малявкин А. Г. считал, что государство Канцзюй было создано тюркоязычными племенами, которые поставили под свой контроль население оседлых земледельческих районов. В последней трети I века до н. э. Хорезм в составе Кангюя выступает как могущественный союзник западных гуннов.
Древние кангары-кангюйцы, которые сформировались на основе группы сакских племён присырдарьинских районов, а в III веке до н. э. создали своё государство, были тюркоязычными.

#### Раннесредневековый период
С III века нашей эры в Хорезме отмечены представители народа гуннов. Некоторые исследователи относят гуннский язык к тюркским.
Тюркский компонент был в составе племён кидаритов в V веке. На печати кидаритов, сделанной в V веке в Самарканде, есть бактрийская надпись, содержащая титул правителя: „Оглар хун“, тюркского происхождения.
Хиониты, жившие в III—IV веках, были древним кочевым народом, конгломератом иранских и гунно-тюркских племён.
Известно, что некоторые хунны-хиониты правили в Чаче (современный Ташкент) между серединой IV и VI веками. Им приписывают особый тип монет, где они появляются на портретах в виде королей в диадемах, обращённых вправо, с тамгой и круговой согдийской легендой. Также они часто появляются с гребнем на голове.
- Монеты хионитов в Чаче
- Монеты хионитов в Чаче
- Монеты хионитов в Чаче

Со 2-й половины VI века н. э., со времени вхождения Средней Азии в состав Тюркского каганата, этот процесс тюркизации усилился. В последующие века основным этнокультурным процессом, который протекал на территории Среднеазиатского междуречья, было сближение и частичное слияние оседлого, ираноязычного и тюркоязычного, с кочевым, главным образом тюркоязычным, населением.
В VII—VIII веках источники фиксируют названия ряда тюркоязычных племён на территории Среднеазиатского междуречья: тюрки, кумиджии, карлуки, кангары, халаджи, аргу, тюргеши, чолы. Древним тюркским племенем были халаджи, которые в Раннем Средневековье проживали в степных районах Средней Азии, а также в Тохаристане — современные территории южного Узбекистана, Таджикистана и северного Афганистана.
Карлуки были одним из древних тюркоязычных племён, которые в VI—VII веках упоминаются в среднеазиатских оазисах. В 766—840 годах карлуки создали каганат в Средней Азии. Карлуки относились к европеоидному антропологическому типу. Масуди отмечал, указывая на карлуков, что они наиболее красивые по виду, высокие ростом и приятные лицом».
О раннем проникновении карлуков в южные районы Средней Азии и их смешении с местными эфталитами даёт сведения историк Гардизи: «…карлуки стали многочисленными, усилились и вступили в сношения с тохаристанскими хайталами, те потребовали от них женщин, карлуки дали им женщин»
Тюркские имена и титулы встречаются в бактрийских документах VII—VIII веков: каган, тапаглиг элтабир, тархан, тудун, имена Кутлуг Тапаглиг Бильга савук, Кера-тонги, Тонгаспар, тюркские этнические названия: халач, тюрк В этот период тюрки составили часть оседлого населения древней Бактрии.
В этнополитической истории Согда тюрки активизировались с 560-х годов. В 587 году, сын Кара Чурина Янг Соух тегин был утверждён владетелем Бухарского оазиса. После него Бухарой в 589—603 годах правил его сын Нили. Затем правил его сын Басы-тегин (603—604). Тюркские правители Бухарского оазиса в середине VIII в. выпускали тюрко-согдийские монеты с надписью «владыки хакана деньга» Правителями согдийского Пенджикента в VII—VIII вв. были тюрок Чекин Чур Бильге и Диваштич.
Самая многочисленная группа фигур на западной стене афрасиабской живописи VII века в Самарканде представляет собой изображение тюрок.
Тюрки оазисов Центральной Азии выпускали свои монеты: тюрко-согдийские монеты тюрков-халачей, тюргешей, тухусов
Тюркские правители Ташкентского оазиса — Чача в VII — начале VIII в. чеканили свои монеты. Л. С. Баратова выделяет следующие типы монет тюрков: с надписью «господина хакана деньга», «тудун Сатачар», с надписью в правитель Турк (VII в)
Тюркские правители Ферганы выпускали монет следующих типов: с надписью «тутук Алпу хакан» или «Тутмыш Алпу-хакан»; с надписью «хакан». О. И. Смирнова считала, что тюркскими правителями Бухарского оазиса в середине VIII в. была выпущена группа тюрко-согдийских монет с надписью «владыки хакана деньга».
Среди согдийских мугских документов начала VIII века на территории Согда был обнаружен документ на тюркском языке, написанный руническим алфавитом. На территории Ферганской долины обнаружено более 20 рунических надписей на древнетюркском языке, что говорит о наличии у местного тюркского населения в VII—VIII веках своей письменной традиции. Древнетюркская надпись была обнаружена к северу от Согда в горах Кульджуктау (100 км севернее Бухары), что говорит о широком распространении разных вариаций рунической письменности древних тюрок.
К X веку предки узбеков консолидировались в один народ. Это привело к смешениям согдийского, бактрийского, ферганского и хорезмийского населения с древнетюркскими племенами.
Основным тюркоязычным этносом Хорезма начиная с VI века были тюрки, так как Хорезм находился в зависимости от Тюркского каганата. C VII века Хорезм был тесно связан с тюркским государством — Хазарским каганатом и происходили процессы миграции населения. Хорезмийцев было много в составе гвардии хазарского хакана. Большую роль играли купцы-хорезмийцы.
Персидские авторы географы X века упоминают хорезмийский город Баратегин. Судя по названию, город был населён или основан тюрками. Истахри называет его в числе 13 городов Хорезма, а ал-Макдиси включает его в число 32 городов Хорезма..
Тюрки Центральной Азии поклонялись следующим божествам: Тенгри («Небо»), Умай (богиня-Мать), Йер-суб («Земля-вода») и Эрклиг (Владыка ада), среди которых главенствующее положение занимал Тенгри. Часть тюрок Самарканда придерживалась собственных религиозных представлений, что видно по тюркскому захоронению с конём на территории города Самарканда. В древнетюркской генеалогической легенде волчица выступала прародительницей тюрок, знамёна-древки которых были увенчаны золотой головой волка. Иллюстрацией генеалогической легенды тюрок, культа волка является находка из Бегавата (Сырдарьинская область), где была обнаружена литая бронзовая статуэтка волка с двумя людьми на спине.
Л. Н. Гумилёв, основываясь на этнографических исследованиях Б. X. Кармышевой, называет племя тюрков, ныне входящих в состав узбеков, прямыми потомками тюркютов в Средней Азии.

### Тюрко-согдийский симбиоз
Источники фиксируют немалое число тюрко-согдийских браков и усиление родственных связей.
- В период правления правителя Западного Тюркского каганата Тон-ябгу кагана (618—630) с правителем Самарканда были установлены родственные отношения — Тон-ябгу каган выдал за него свою дочь[96].
- Согласно брачному договору от 27 апреля 711 года, был заключён брак между тюрком Ут-тегином и согдианкой Дугдгончей[97].
- По данным энциклопедиста XII века Наджм ад дина Абу Хафса ан-Насафи, ихшид Согда Гурек имел тюркские корни[98].
- При раскопках согдийского Пенджикента был обнаружен фрагмент черновика письма на согдийском языке, в тексте замечено тюркское имя Туркаш[99].

Таким образом, часть оседлого населения древнего Согда наряду с ираноязычными согдийцами составило тюркоязычное население.
Близкие тюрко-согдийские связи привели к взаимным заимствованиям из тюркских языков в согдийский. В согдийских текстах мугских документов встречаются заимствования из тюркских языков: yttuku — «посылать», «посольство», bediz — «резьба, орнамент» и другие, что говорит о высокой культурной основе тюркских языков уже в VI—VII веках. По мнению известного востоковеда М. Андреева, некоторые слова из согдийского языка оказались в составе узбекского языка, как например, куп — «много» (узб. ko'p), катта — «большой» (узб. katta), кальта — «короткий» или «молодой» (узб. kalta).
Сами согдийцы замечали отличия между согдийским, персидским и парфянскими языками и поэтому были составлены согдийско-персидско-парфянские словари.
В конце VI—VII веках в Согде тюркские кафтаны входят в моду.

### Арабское нашествие и его последствия
Арабское завоевание среднеазиатских земель, состоявшееся во второй половине VII — первой половине VIII века, оказало определённое влияние на ход этногенеза и этнических процессов в Средней Азии. Исчезли согдийский, бактрийский, хорезмийский языки и их письменность вместе с тюркской рунической к X веку вышла из употребления. Основными языками оседлого населения стали фарси и тюрки́. Вместо древних верований — зороастризма, манихейства, тенгрианства, христианства — в регион пришёл ислам и стал господствующей религией. Арабский язык вместе с ним стал языком науки и религии. В Среднюю Азию мигрировали группы арабов и составили часть населения Бухары и Самарканда. Исчезновение согдийского языка и смена религии с зороастризма на ислам привело к исчезновению согдийцев, название которых уже не упоминается на территории бывшего Согда c X века.
Согдийский язык оставался в употреблении вплоть до XIV века.

### Предки узбеков в средние века
Узловым историческим моментом территориально-социального объединения, который превращается в народ, для узбеков является государство Караханидов XI—XII вв., когда в Среднеазиатском междуречье формировалось основное ядро тюркоязычной народности, принявшей впоследствии этническое наименование узбеков. Таким образом, тюркоязычное население междуречья, сложившееся к XI—XII вв., составило основу узбекской народности.
По мнению таджикского историка Б.Гафурова, узбекский народ образовался не только от кочевников-узбеков, но и от оседлых народов согдийцев и хорезмийцев и из тюркоязычных народов живших в стране с глубокой древности
В последующие века основным этнокультурным процессом было сближение и частичное слияние ираноязычного, тюркоязычного и арабоязычного населения. По мнению британского историка Тридвелла, тюрки были хорошо представлены в Мавераннахре, где они сформировали оседлые и полуоседлые общины задолго до IX века По данным письменных источников в 860-х годах группы халаджей и тюрок жили на территории Тохаристана между Кабулом и Бустом.
С середины IX века усиливается тюркизация населения Среднеазиатского междуречья, что было связано со становлением системы военных тюркского происхождения мобилизованных в военную систему Саманидов. Ещё до прихода Караханидов в VIII-X вв., значительная часть населения Ферганской долины была в языковом отношении тюркизирована. В 35 случаях из 38 в надписях монет Ферганы и ферганских городов X в. упоминаются сановники тюркского происхождения.
Этнос, впоследствии ставший основой узбекской нации, сформировался в XI—XII веках, когда Средняя Азия была завоёвана объединением тюркских племён, возглавляемых династией Караханидов. Караханиды гораздо больше, чем другие династии тюркского происхождения, имели в надписях на монетах тюркские титулы.
К X веку в государстве Караханидов функционировал литературный язык, продолживший традиции древнетюркских письменных текстов. Официальный караханидский язык X в. основывался на грамматической системе древних карлукских диалектов. Исламизация Караханидов и их тюркских подданных сыграло большую роль в культурном развитии тюркской культуры. В конце Х — начале XI в. впервые в истории тюркских народов на тюркский язык был переведён Тафсир — комментарии к Корану.
Основатель Западного Караханидского каганата Ибрахим Тамгач-хан (1040—1068) впервые на государственные средства возвёл медресе в Самарканде и поддерживал развитие культуры в регионе. Одним из знаменитых учёных был историк Маджид ад-дин ас-Сурхакати, который в Самарканде написал «Историю Туркестана», в которой излагалась история династии Караханидов.
Наиболее ярким памятником эпохи Караханидов в Самарканде был дворец Ибрагим ибн Хусейна (1178—1202), который был построен в цитадели в XII веке, где были обнаружены фрагменты монументальной живописи с изображением тюрок. При Караханидах появились тюркоязычные литературные произведения: «Благодатное знание» (Кутадгу билиг) Юсуфа Баласагуни, «Диван» Ахмада Яссави, «Дары истины» (Хибатул хакоик) Ахмада Югнаки, а филолог Махмуд Кашгари заложил основы тюркского языкознания.
Тюркские слова и термины, характерные для литературы XI века, используются в современном бухарском говоре узбеков.
Основным тюркоязычным этносом Хорезма начиная с VI века были тюрки[уточнить]. Персидские авторы географы X века упоминают хорезмийский город Баратегин. Судя по названию, город был населён или основан тюрками. Истахри называет его в числе 13 городов Хорезма, а ал-Макдиси включает его в число 32 городов Хорезма. Выдающийся учёный и этнограф Бируни (973—1048) в своих произведениях приводит названия тюркских месяцев и тюркских лечебных трав, которые использовало тюркское население Хорезма Бируни в своём произведении «Памятники минувших поколений», написанном в Хорезме около 1000 года, приводит тюркские названия годов по животному циклу, которые использовало тюркское население Хорезма, вошедшие в лексику современного узбекского языка: сичкан, од, барс, тушкан, луй, илан, юнт, куй, пичин, тагигу, тунгуз. В этом же сочинении он приводит названия месяцев по-тюркски: улуг-ой, кичик-ой, биринчи-ой, иккинчи-ой, учинчи-ой, туртинчи-ой, бешинчи-ой, олтинчи-ой, йетинчи-ой, саккизинчи-ой, токкузинчи-ой, унинчи-ой. Немецкий востоковед Захау, Карл Эдуард отмечает, что эти списки представляют особый интерес, поскольку в них представлены древние образцы тюркского языка. В сочинении Бируни «Индия» фиксируется тюркское название Ташкентского оазиса. Бируни пишет, что название города Шаш происходит от тюркского языка, в котором он называется Таш-канд, то есть каменный город.
Тюркоязычное население Среднеазиатского междуречья, сложившееся к XI—XII вв. составило основу узбекского народа. Последней волной тюркоязычных кочевников, влившихся в состав населения этого района явились дештикипчакские узбеки, пришедшие в конце XV века вместе с Шейбани-ханом.
Волны миграции тюркоязычного населения в регион имели место в XI веке, а затем а XIII веке, и наконец, в начале XVI века под предводительством Мухаммада Шейбани Хана.

### XIII—XV вв.
После вторжения монголов в Среднюю Азию в 1219—1221 годах, произошли новые этнические изменения. По последним генетическим генеалогическим тестированием из Оксфордского университета, исследование показало, что генетическая примесь узбеков имеет промежуточное положение между иранскими и тюркскими народами с редкими монголоидными элементами.
Новая волна тюркоязычных племён влилась в состав населения Средней Азии после монгольского завоевания XIII века. В этот период в оазисах Среднеазиатского междуречья осели такие племена и рода как: найман, хытай, барласы, каучины, кунграт, мангыты и др.
В состав узбеков вошёл монгольский компонент. По мнению С. Толстова, поддержанного современными исследованиями В. Трепавлова, значительная часть войск монголов состояла из кипчакских и других племён, зависимых от монгольских военачальников. Он полагал, что распространённость у жителей Средней Азии монгольских этнонимов: кунграт, мангыт, и других не всегда свидетельствует о монгольском происхождении этих родов.
В дальнейшем произошла тюркизация монгольских родов, включая чингизидов. Приводя сведения о правителе Чагатайского улуса Кебек-хане (1318—1326), арабский путешественник Ибн Баттута приводит сведения, что он говорил по-тюркски: Царь (Кебек-хан) удивился и сказал: «Йахши», что по‐тюркски означает «хорошо». Это свидетельство говорит о том, что чингизиды Чагатайского улуса в начале XIV века перешли на местный среднеазиатский карлукский вариант тюркского языка.
Исламизация и тюркизация нашла отражение в создании литературных, научных и религиозных произведений на тюркском языке. Известным хорезмийским тюркским поэтом, писателем конца XIII — начала XIV вв. был Рабгузи. Основное произведение Рабгузи «Рассказы Рабгуза о пророках» («Киссаи Рабгузи», 1309—10) состоит из 72 рассказов по религиозной тематике, в основном из Библии и Корана. Другим известным тюркским поэтом был Хафиз Хорезми, который в 1353 году написал поэму на тюркском языке «Мухаббат-наме». Сохранилось два списка поэмы: ранний, выполненный уйгурским письмом в 1432 году, и второй, переписанный в 1508—1509 гг. арабским письмом. Уйгурский список состоит из 10 писем-стихотворений на тюркском языке. Обе рукописи хранятся в Британском музее.
Кочевые узбеки-воины были с 1360-х годов на службе у Тимура, например источники сообщают о воинах-узбеках в 1366 г. в Карши, а также среди беков (Бахт ходжа узбек), находившихся на службе у Тимура. В составе войск Тимура в индийском походе в 1399 г. были 400 домов узбеков.
Тимур, объединивший Мавераннхар и Хорасан в одно государство, уделял развитию тюркского литературного языка особое внимание. При походе против Тохтамыша в 1391 году Тимур приказал выбить у горы Алтын шокы надпись на чагатайском языке уйгурскими буквами — восемь строчек и три строчки на арабском языке, содержащих коранический текст. В оригинале, в частности было написано: …Туроннинг султони Темурбек уч юз минг черик бирла ислом учун Туктамиш хон булгар хонига юриди… Юридические документы государства Тимура, были составлены на двух языках: персидском и тюркском. Так, например, документ от 1378 года, дающий привилегии потомкам Абу Муслима, жившим в Хорезме, был составлен на чагатайском тюркском языке.
Тимуриды использовали тюркский и персидские языки. В 1398 году сын Тимура Мираншах приказал составить официальный документ на тюркском языке уйгурским шрифтом. Внук Тимура Искандар Султан-мирза (1384—1415) имел двор включавший группу поэтов, например, Мир Хайдара, которого Искандар призвал писать стихи на тюркском языке. Благодаря покровительству Искандар Султана была написана тюркская поэма «Гуль и Навруз».
На личной чашке Улугбека (1409—1449) была выгравирована надпись на среднеазиатском тюркском языке (Карами Хакка нихоят йукдур), что означает «Щедрость Бога бесконечна».
Усиление статуса и роли тюркского языка в эпоху Тимура и Тимуридов привело к формированию узбекского литературного языка.
Появились гении тюркской литературы: Лютфи и Алишер Навои. Тюркский писатель, историк, поэт Захираддин Бабур (1483—1530) подчёркивал: "Жители Андиджана — все тюрки; в городе и на базаре нет человека, который бы не знал по-тюркски. Говор народа сходен с литературным; сочинения Мир Алишера Навои, хотя он вырос и воспитывался в Герате, [написаны] на этом языке.
Большую роль в дальнейшем развитии узбекского литературного языка сыграл Алишер Навои, который написал «Суждение о двух языках» (1499). В нём обосновано культурное и художественное значение тюркского языка. Навои писал:
Богатство тюркского языка доказано множеством фактов. Выходящие из народной среды талантливые поэты не должны выявлять свои способности на персидском языке. Если они могут творить на обоих языках, то все же очень желательно, чтобы они на своем языке писали стихов побольше». И далее: «Мне кажется, что я утвердил великую истину перед достойными людьми тюркского народа, и они, познав подлинную силу своей речи и её выражений, прекрасные качества своего языка и его слов, избавились от пренебрежительных нападок на их язык и речь со стороны слагающих стихи по-персидски

### XVI—XVII вв.
Тюркоязычные кочевые племена, пришедшие в Среднюю Азию в начале XVI в. под предводительством Шейбани хана, застали здесь уже многочисленное тюркское и тюркизированное население, которое сформировалось на протяжении длительного периода. Дештикипчакские узбеки включились в это тюркоязычное население, передав ему свой этноним «узбек» лишь как последнее, наиболее позднее этническое напластование.
Сам предводитель полукочевых узбеков Шейбани-хан писал стихи на среднеазиатском тюркском (чагатайском) языке. Его сборник стихов, написанный на среднеазиатском тюркском литературном языке в настоящее время хранится в фонде рукописей Топкапы в Стамбуле. Рукопись его философско-религиозного произведения: «Бахр ул-худо», написанное на среднеазиатском тюркском литературном языке в 1508 году находится в Лондоне. Шейбани-хану написал прозаическое сочинение под названием «Рисале-йи маариф-и Шейбани» на среднеазиатском тюркском — чагатайском языке в 1507 г. вскоре после захвата им Хорасана и посвящено сыну, Мухаммаду Тимуру (рукопись хранится в Стамбуле). В сочинении говорится о необходимости знания законов ислама, пользе этого знания для правителя.
Хотя узбекская династия Шейбанидов не принадлежала к предшествующей династии Тимуридов, личность Тимура воспринималась им как великий государь в истории Турана и некоторые из них старались ему подражать. Например, летописец шибанида Абдулла-хана II Хафиз Таныш Бухари писал: «Повелитель ['Абдаллах-хан], величественный….направил свои помыслы на то, чтобы воины собрали много камней и построили в этой высокой величественной местности высокую мечеть, чтобы на страницах времени запечатлелась память о высоких деяниях и славных делах того могущественного падишаха, подобно тому, как государь, чье место в раю, полюс мира и веры Эмир Тимур-курэкан, милость и благословение над ним…».
Дядя Шейбани-хана — сын узбекского хана Абулхайр-хана и дочери Мирзо Улугбека Кучкунджи-хан почитал своих предков как по линии Шибанидов, так и Тимуридов. В 1519 году по его личному поручению Мухаммед-Али ибн Дервиш-Али Бухари перевел с персидского языка на староузбекский «Зафар-намэ» Шараф ад-Дин Йазди.
Во время правления дяди Шейбани-хана шейбанида и потомка тимурида Мирзо Улугбека Суюнчходжа-хана и при его наследниках отмечается усиление роли узбекского языка в литературной жизни региона. По приказу Суюнчходжа-хана несколько сочинений были переведены с персидского языка на узбекский. Позже для его сына Науруз Ахмед-хана была переписана прекрасно оформленная рукопись «Бустан» персидского поэта Саади Ширази.
На староузбекском языке составлялись и официальные документы ташкентских удельных правителей. Образцы таких документов, к примеру ранее неизвестные документы из «Сборника ярлыков», хранятся до сих пор. Абдулла Насруллахи по поручению Суюнчходжа-хана написал своё историческое сочинение «Зубдат ал-асар» на староузбекском языке.
Племянник Шейбани-хана Убайдуллы-хан сам писал стихи на тюркском, персидском и арабском языках под литературным псевдонимом Убайдий. До нас дошёл сборник его стихотворений. Убайдулла-хан был автором таких тюркских дидактических поэм как: «Сабрнома», «Шавкнама» и «Гайратнама». Он написал комментарий к Корану на тюркском языке. До нас дошел список его стихотворения на среднеазиатском тюрки́ «Диван-и Убайди» (рукопись хранится в Лондоне, в Британском Музее), переписанный по его указанию знаменитым гератским каллиграфом Султан-Али Машхади. Перу Убайдуллы принадлежит тафсир на среднеазиатском тюрки «Кашшаф-и фазаил» («Толкователь мудрости»), а в рукописном фонде Института востоковедения Республики Узбекистан хранится список «Куллийат-и Убайди», содержащий стихи Убайдуллы на арабском, персидском и тюркском языках.
Аштарханиды также как и Шейбаниды уделяли внимание развитию тюркского литературного языка. Так Субханкули-хан имевший познания в медицине и занимавшийся врачеванием, написал на среднеазиатском тюркском языке произведение по медицине «Субханкулиево оживление медицины» («Ихйа ат-тибб Субхани»). Один из списков рукописи хранится в библиотеке в Будапеште.
Многочисленные узбекские племена имели общее самоназвание узбек. Узбекский поэт Турды в XVII веке призывал к объединению разобщенных узбекских племён:
Хоть народ наш разобщён, но ведь это все узбеки
Девяносто двух племён.
Называемся мы разно, кровь у всех одна —
Мы один народ, и должен быть у нас один закон.
Полы, рукава и ворот — это все один халат,

Так един народ узбекский, да пребудет в мире он

### 92 рода узбеков
Существовали предания о 92 племенах узбеков Дешт-и-Кипчакского происхождения, вошедших в состав узбекской нации. Ряд историков Российской империи использовали «92 племени узбеков» в этническом смысле. По мнению современного историка Т. Султанова, эти 92 «рода» включают в себя «названия большинства тюркских и некоторых нетюркских этносов, населявших Среднюю Азию в то время». Т.Султанов выделил политический контекст использования списка 92 узбекских племен.
А.Маликов пришел к заключению, что для полукочевых племен среднеазиатских ханств принадлежность к «92 узбекским племенам» означала в определеных случаях привилегированное положение и более высокий социальный, экономический статус, а также в определенных случаях выражение «92 узбекских племени» использовался с этническим и политическим смыслом для легитимации правящих узбекских династий мангытов, мингов, а также, следуя давней традиции, подчеркивались давние связи между казахами, ногайцами, узбеками и каракалпаками. Наряду с числом 92 сосуществовали такие числа, как 32 и 96 племен, которым придавались другие значения.
Существовала легенда о том, что 92 человека отправились в Медину, где приняли участие в войне пророка Мухаммада против неверных и были обращены в ислам. Из этих 92 человек, согласно легенде, будто бы и произошли «узбекские» племена, называемые в тексте также и нарицательным именем илатийа.
К настоящему времени известны более 16 списков девяносто двух узбекских племен, причем все они составлены на территории оазисов Среднеазиатского междуречья. Самый ранний список датируется XVI веком, а самый поздний началом XX века. Один из списков был записан Н. В. Ханыковым, который был в Бухаре в 1841 году. Анализируя списки узбекских племен можно отметить, что большинство из них начинается с названия трёх племен: минг, юзы и кырк. Было также дештикипчакское узбекское племя уйшун (уйсун), группы которого известны в Ташкентском и Самаркандском оазисах, возводит своё происхождение к усуням. У узбеков племя уйшун считается одним из самых древних среди 92 узбекских племен и пользовалось определёнными привилегиями.
В одном из списков 92 узбекских племен, составленных в Мавераннахре, указаны племена, которые жили в оазисах Средней Азии задолго до завоевания края Шейбани-ханом. Например, в списке из рукописи 4330.3 из собрания Института востоковедения Узбекистана можно найти рода: барлас, катаган, кипчак, уз, найман и др.

### Узбеки на европейских географических картах XVII—XVIII вв.
Название «узбеки» помещено на карте Азии 1730 года, составленной немецким картографическим издателем Иоганном Кристофом Хоманном, а также на картах А.Мааса от 1735 года и французского картографа Роберто де Вагонди от 1757 года.

### XIX — начало XX в
Процесс формирования современного узбекского народа протекал в земледельческих областях Ферганской, Зеравшанской, Кашка-Дарьинской и Сурхан-Дарьинской долин, а также Хорезмского и Ташкентского оазисов. В результате длительного процесса этнического сближения и культурно-хозяйственных взаимосвязей населения степей и земледельческих оазисов здесь и сформировалась современная узбекская народность, впитавшая элементы этих двух миров.
Политический раздел Средней Азии «на три самостоятельных государства привел к делению узбекского народа на три части».
По данным Е. К. Мейендорфа, в 1820 году в Бухарском эмирате из 2,5 миллионного населения страны 1,5 миллиона составляли узбеки.
По словам Е. К. Мейендорфа, побывавшего в Бухаре в 1820 году, «отличаясь друг от друга во многих отношениях, таджики и узбеки имеют много общего…» Общность культур современных узбеков и таджиков объясняется историей формирования этих народов. В их основе лежит одна и та же древняя культура населения земледельческих оазисов. Этнические группы носителей иранских языков являются предками таджиков, а группы носителей тюркских языков — тюрков, стали предками узбеков.
Российские посланники и представители иностранных дипломатических миссий дают обширные сведения об узбеках Центральной Азии. Побывавший в Хорезме в 1820-х годах Е. К. Мейендорф отмечал «жители Хивы — узбеки, покорители и хозяева страны».
Вамбери выделил, что «узбеки подразделяются на 32 главных таифе (племени): кунград, кипчак, хитай, мангыт, нокс, найман, кулан, кият, ас, таз, саят, джагатай, уйгур, акбет, дёрмен, ёшун, канджигалы, ногай, балгалы, митен, джелаир, кенегёс, канлы, ишкили, бёйюрлю, алчин, ачмайлы, каракурсак, биркулак, тыркыш, келлекесер, минг. Исследователя поражает, что узбеки из Хивы, Коканда и Яркенда, чей язык, обычаи и лица совершенно различны, осознают свою принадлежность не только к одной нации, но и к одному племени, к одному роду».
Авторы конца XIX века, описывали узбеков следующим образом:

Узбеками называется оседлое племя, занимающееся преимущественно земледелием и населяющее пространство от южного берега Аральского озера до Камула (в сорокадневном пути от Хивинского ханства). Племя это считается господствующим в трех ханствах и даже в Китайской Татарии. По словам самих узбеков, они делятся на тридцать две тайоры, или отрасли.
Для представителей правящих династий трёх ханств: Бухарского, Хивинского и Кокандского узбекский язык являлся родным. Эмир Музаффар при встрече с российскими посланниками в 1870 году говорил с ними на узбекском языке.
В 1860-х-1900-х годах узбекские придворные поэты Хивинского ханства старались подражать литературному стилю Алишера Навои. Узбекский просветитель из Коканда Ашурали Захири в 1914 году написал статью в которой он подчеркнул важную роль произведения Алишера Навои «Мухокамат-уль-луг’атайн» в истории узбекского языка. Он издал в типографии «Мухокамат уль-Лугатайн» в 1916 году.

## Переписи в эпоху Российской империи
После завоевания Средней Азии Российской империей, российские востоковеды отмечали, что в 1870-х годах «узбеки, какой бы род жизни они не вели, все считают себя одним народом, но подразделяются на множество родов».
На территории Бухарского ханства все известные историки Зайн ад-дин Васифи, Фазлаллах ибн Рузбихан Исфахани, Абдаллах ибн Мухаммад ибн Али Насраллахи, Хафиз Таниш Бухари, Махмуд ибн Вали, Мухаммад Амин Бухари, Абдурахман Толе, Ахмад Дониш название сарт вообще не упоминали.
Ситуация изменилась в колониальный период. Согласно данным первой всеобщей переписи населения Российской империи 1897 г., в 1897 году в пределах Туркестанского генерал-губернаторства, без учета населения Хорезма и Бухарского эмирата самыми многочисленными группами населения были три: казахи, узбеки, а также сарты, оседлое население, которое не имело родоплеменной организации. Согласно первой всеобщей переписи населения Российской империи 1897 г., численность носителей узбекского наречия по всей Империи (без учёта Бухарского эмирата и Хивинского ханства, которые в империю не входили и на территории которых перепись не проводилась) составляла 726 534 человек, кроме того были зафиксированы 968 655 человек как носители сартского наречия.
Согласно официальной переписи русского Туркестана 1897 года, сартов по численности было больше узбеков, 46% против 35% соответственно (учитывая сумму пяти категорий населения, указанных в таблице ниже). По мнению переписчиков сарты кратно превосходили узбеков по своей численности в Ферганской и Сырдарьинской областях и составляли незначительную долю населения в Самаркандской области, из чего можно делать вывод о том, что они преобладали преимущественно в восточных областях Мавераннахра. Как видно из переписи в Самаркандской области преобладали узбеки. Однако переписью не были приняты во внимание данные из Хорезма и Бухарского эмирата, которые тогда не входили в состав Российской империи. По приблизительным данным российского востоковеда Е. К. Мейендорфа, в 1820 году в Бухарском эмирате из 2,5 миллионного населения страны 1,5 миллиона составляли узбеки.
| Области Российской империи 1897 г., | сарты, чел. | узбеки, чел. | таджики, чел. | кипчаки, чел. | кашгарцы, чел. | В сумме   |
| Ферганская область                  | 788 989     | 153 780      | 114 081       | 7 584         | 14 915         | 1 079 349 |
| Сырдарьинская область               | 144 275     | 64 235       | —             | —             |                | 208 510   |
| Самаркандская область               | 18 073      | 507 587      | 230384        | —             | 16993          | 773 037   |
| Всего по трем областям              | 951 337     | 725 602      | 344465        | 7584          | 31908          | 2 060 896 |
| %                                   | 46%         | 35%          | 17%           | 0%            | 2%             | 100%      |

В 1914 году таджикский писатель С. Айни осуждал неправильное использование термина сарт и считал, что надо использовать термины туркестанец или узбек вместо него. Профессор Гумбольдтского университета И. Бальдауф считает, что русские переняли слово сарт от казахов, для которых это слово имело откровенно уничижительный оттенок. «Сартовский язык» в действительности не существовал..

## Узбеки и национально-территориальное размежевание в Средней Азии
Современное понятие нации в мире появилось во второй половине XVIII века в её концепции «политической-гражданской нации» и в концепции «исторической нации» как человеческого сообщества, объединённого общим языком, историей, традициями, культурой, географией. Нация является более политической, чем культурно-этнической группой; она была описана как «полностью мобилизованная или институционализированная этническая группа».
Во второй половине XIX века начался процесс формирования узбекской нации, что выразилось в модернизации, усилении джадидизма и информационных связей и возникновении новых представлений о нации. Яркими выразителями идеи нации стали джадиды — просветители-реформисты Туркестана. Одним из выдающихся джадидов был Бехбуди. В своих произведениях Бехбуди использовал термин тюркский язык как синоним узбекского языка, причём отмечал, что «на узбекском языке говорит большинство населения Туркестана». Слова Бехбуди «Хак берилмас — олинур» — «Права не даются, а завоёвываются!» стали девизом для джадидов. По мнению таджикского историка М. Вахабова узбеки как нация начали формироваться в конце XIX — начале XX века, то есть с проникновением капиталистических отношений в регион.
По мнению советского этнографа Б. Кармышевой, узбеки сформировались на основе трёх общностей:
- оседлого тюркоязычного, преимущественно городского населения и не обладающее своей обособленной родоплеменной структурой;
- примкнувших к ним местных тюркских племён и родов из числа так называемых чагатайских, а также огузских тюркских племён и родов;
- дешти-кипчакских кочевых узбеков, и примкнувших к ним тюркских родов в начале XVI в. Востоковед Ю. Брегель считал, что кочевые узбеки заняли лучшие пастбища и территории Среднеазиатского междуречья, включив в свой состав чагатаев, домонгольских тюрок и частично вытеснив их из долин в горные районы[185]. Причём часть одних и тех же племен (например, карлуки, кипчаки, канглы, найманы, мангыты и др.) проживала в Мавераннахре, как и в Дашт-и Кипчаке, задолго до завоеваний Шейбани-хана[186].

Венгерский востоковед Лайош Лигети в 1954 году выделял карлукский и кипчакские говоры узбекского языка. В начале XX века потомки родов минг, катаган, канглы, кунграт, барлас, аргын, дурман, ктай, кутчи, тазы, ябу, кипчак, арлат, каучин, чагатай, кият, халаж, джалаир, уйрат, татар — все относили себя к узбекам.
Наибольшее число узбеков жило в Самаркандском уезде. По статистическим данным в 1887—1888 годах в Самаркандском уезде из 254 тыс. 195 населения узбеки составляли 186 тыс. 532 человек (73 % населения), остальные жители были представлены таджиками, русскими, арабами, иранцами и др.
Просветитель М.Бехбуди как и другие джадиды выступал за развитие национального искусства и литературы, равноправие женщин, реорганизацию деятельности духовенства, преподавание в школах на национальном языке, за реформы политического устройства страны. Он боролся за введения в мусульманских школах нового метода обучения, ряда светских предметов. Бехбуди выступал за создание истории своей родины — Туркестана. Бехбуди считал жителей Туркестана потомками, либо родственниками Амира Тимура. Идеи тюркизма оказали влияние на самаркандского джадида Хожи Муин Шукруллаева (1883—1942), который идентифицировал себя в начале XX века как тюрк Туркестана, а термины «тюркский» и «узбекский» языки использовал как синонимы. Некоторые идеи джадидов были использованы Советской властью при формировании идеи узбекской социалистической нации в 1920-х годах. Одним из сакрализованных героев джадидов был Тимур. В Узбекской ССР личность Амира Тимура как одного из великих хаканов (каганов) в истории Туркестана воспевал Абдурауф Фитрат.
В апреле 1918 года Туркестанское генерал-губернаторство было преобразовано в Туркестанскую Автономную ССР в составе РСФСР. Было признано, что коренными народами Туркестана являются киргизы, узбеки и туркмены.
По данным казахского общественного деятеля Мустафы Чокаева молодые туркестанские национал — коммунисты, во главе с Т. Рыскуловым «летом 1919 года, на ташкентском съезде „мусульманских коммунистических организаций“, вынесли постановление об уничтожении отдельных племенных кличек — узбеков, казахов, киргизов, туркмен, татар, башкир и объединение их всех в единой Туркестанской Советской Республике».
Накануне национально-территориального размежевания 1924 года узбеки составляли 41 % населения Туркестанской республики, более 50 % в Бухарской республике, 79 % в Хорезмской республике.
За 60 лет до национально-территориального размежевания в Средней Азии венгерский востоковед Вамбери (1832-1913) писал: «Узбеки — господствующий народ в Бухарском ханстве, так как сам эмир — тоже узбек из племени мангыт, и поэтому они составляют вооруженные силы страны». Рассуждая об узбеках Кокандского ханства Вамбери отмечал: Узбеки Коканда «образуют истинно оседлую часть населения…» Задолго до национально-территориального размежевания 1924 года, название узбек было распространено и за пределами Центральной Азии. В начале XIX века существовали суфийские обители — текке, носящих названия узбекские в исламских городах: Медине, Мекке и Стамбуле.
На момент национального размежевания на территории будущей Узбекской ССР существовало три крупных административно-территориальных единицы: Туркестанская АССР (центр в Ташкенте) в составе РСФСР, Бухарская Социалистическая Советская Республика и Хорезмская Социалистическая Советская Республика. 27 октября 1924 года была образована Узбекская ССР.
Междисциплинарный подход к вопросу о формировании современной узбекской идентичности требовал анализа обстоятельств, при которых создавалась Узбекская ССР. На территории Центральной Азии до 1924 года не было национальных государств, и Советская власть решила c одной стороны, реализовывать марксистскую программу национального самоопределения, изложенную В.И. Лениным в его труде «О праве наций о самоопределение». Лидер СССР И. Сталин считал, что социалистические государства консолидировались как нации не под эгидой буржуазных порядков, а под покровительством Советской власти. Сталин применял это утверждение ко всем социалистическим нациям. Изучение этой проблемы было начато американским исследователем Стивеном Саболем в 1995 году.
По мнению социолога Ильхамова, «узбекская народность» сложилась только в 1924 году.
В противоположность Ильхамову, американский историк Адиб Халид, изучивший российские и узбекистанские архивы, местные источники, пришёл к выводу о том, что Узбекистан, возникший в 1924 году, «явился не искусственным продуктом советских манипуляций, а торжеством местного национального проекта», то есть узбекских прогрессистов-джадидов. Он считает, что в досоветский период термин «узбекский» был общеупотребительным в отношении литературного тюркского языка Средней Азии.
Как утверждал Курцман в 1999 году, создание среднеазиатских национализмов было связано с тем, что Сталин и его окружение стремились заменить пантюркский национализм легко манипулируемыми национализмами – казахским, киргизским, таджикским, туркменским и узбекским, каждому из которых была предоставлена своя «национальная» родина.

## Новые подходы к этнической истории узбеков в конце ХХ — начале XXI века
В 2000 году после смерти патриарха узбекской этнографии, специалиста по этнической истории народов Центральной Азии академика Карима Шаниязова в Узбекистане возник застой в области изучения этнической истории узбекского народа. В этих условиях появилась возможность для неспециалистов, то есть людей, не являющихся историками или этнографами по специальности, высказать свои взгляды по этому вопросу. Вопросы национального самосознания, сложения нации стали предметом изучения не только историков, но и специалистов в других научных областях, таких как политология и социология. 
Американский политолог М. Ларюэль считает, что «вопрос о многовековом присутствии нации на территории, которую она занимает ныне, — основополагающая составляющая официального дискурса», а исторический анализ этого явления носит эссециалистский характер. 
Насчёт того, существовала ли узбекская культурная идентичность до ХХ века, мнения исследователей разделились. 
В 1996 году впервые новый взгляд на этническую историю узбеков выразил американский этнолог Д. Шоберлайн. Он утверждал, что этническое название «узбек» проникло в Среднюю Азию с завоеванием Шейбанидов в XVI веке. Название ассоциировалось с несколькими династиями, которые правили ханствами до тех пор, пока они не потеряли независимость от России. Однако, в ту эпоху понятие «узбек» не соответствовало тому, что сегодня понимается под национальностью. Крупный социальный антрополог Хазанов утверждает, что этнические идентичности в Центральной Азии существовали в Средние века. Британский исследователь Н. Мегоран считал, что название «узбек» использовалось населением уже в XVIII—XIX веках. Ещё в 1916 году поэт и просветитель Хамза использовал термины Туркестан эли («народ Туркестана») и узбек эли («узбекский народ») как синонимы.
По мнению историка Бабаджанова, понимание узбекской нации возникло в местной среде раньше Советской эпохи. В сочинении «Тарих-и Фаргана» („История Ферганы“), написанном в 1914 году историк-джадид Ибрат использовал определение миллат — буквально «нация» — не только в религиозном, а уже и в этническом его значении, понимая под этим термином «нацию узбеков».
Узбекистанский русскоязычный ученый, кандидат философских наук А. Ильхамов считал, что 1924 год был водоразделом в образовании современных узбеков, таджиков, казахов и киргизов. Поддержавший его Абашин утверждал, что «выбор терминов „узбек, уйгур, таджик“ и других в Центральной Азии в качестве общенациональных имен был во многом случайным и «совершенно очевидно, что все они действительно насаждались в сознании людей в 1920—1930-е гг».С. Абашин отмечал, что в постсоветских центральноазиатских государствах, включая Узбекистан, по-прежнему преобладающей является тенденция в науке, восходящая своими корнями к советскому времени с её вниманием к этногенезу как части «теории этноса», и эта традиция выглядит весьма архаичной и обособленной от внешнего мира и мировой науки.
В 1950—1990-х годах в исторической науке Узбекской ССР наблюдался значительный интерес к истории даштикипчакских узбеков. Узбекские историки, источниковеды, этнографы и филологи Б. Ахмедов, А. Акрамов, К. Шаниязов и Х. Данияров опубликовали подробные исследования о золотоордынских узбеках и их роли в истории развития узбекского народа. В 1992 году академик Б. Ахмедов издал свою монографию об узбекском улусе Абулхайр-хана. Позже Ахмедов издал более обширное издание о даштикипчакских узбеках и их лидерах. В 2001 году академик Шаниязов издал более обширное издание о формировании узбеков, где осветил и историю полукочевых узбеков, однако Ильхамов, не знакомый с этими публикациями или пренебрегающий ими, писал, что в Узбекистане нет ни одной книги, посвященной деятелям Узбекского улуса.
Позже казахский политолог и историк-примордиалист Жаксылык Сабитов высказал мнение о том, что «Золотоордынские татары были предковым этносом для всех татар, башкир, казахов, ногайцев, каракалпаков и кочевых узбеков».
По мнению некоторых сотрудников Института истории АН РУз, основная цель Ильхамова, заключалась в том, чтобы на основе современной западной методологии доказать идею И. Сталина, что формирование узбекской нации началось в советский период. Проблемы с соблюдением авторских прав в научных исследованиях в Узбекистане отразились в его статье, в которой он без ссылок привёл результаты исследований историка М. Вахабова о сартовском компоненте в составе узбеков. В другой части статьи без сносок на работу советского этнографа Б. Кармышевой он привёл её выводы о чагатаях. Ильхамов без сноски на публикацию приводит предположение лингвиста Поливанова о причинах выбора коммунистами и джадидами названия республики.
Мнение, что концепция нации И. Сталина оказала влияние на труд Якубовского об этногенезе узбеков, было впервые высказано американским историком Оллворсом в 1990 году.
Ильхамов допустил в своей публикации некоторые ошибки, что было подмечено историком Ю. Брегелем. Эти ошибки касались биографических данных некоторых авторов, включая его самого. Брегель писал, что в публикации 2005 года Ильхамов смешал учёных и официальных лиц, называя их вместе «ориенталистами». В 2008 году Брегель заключительно заявил в своей статье: «Ни Ильхамов, ни другие участники спровоцированных им споров не внесли ничего нового в вопрос об этнической принадлежности сартов и их роли в истории узбеков». („Neither Ilkhamov nor other participants in the disputes that he provoked contributed anything new to the question of the ethnicity of the Sarts and their role in the history of the Uzbeks“).
Длинные дискуссии среди исследователей вызвал вопрос сартов в истории народов Центральной Азии.
Академик Василий Бартольд писал:

 Степняки узбеки, завоевавшие Туркестан в начале XVI века, стали называть «сартами», в противоположность «узбекам», всех оседлых жителей, как иранцев, так и говоривших по-турецки; впоследствии, когда языком большинства оседлого населения сделался турецкий, слово «сарт» стало употребляться в литературе (например, у кокандских историков), отчасти и в жизни, в смысле горожанин или сельский житель, говорящий по-турецки, в противоположность таджику, сохранившему свой язык иранца. По чертам быта сартам, как типичным горожанам и земледельцам, теперь противополагаются не узбеки, большей частью перешедшие к оседлому образу жизни, а «казаки» — Бартольд В. Сочинения. — М.: Издательство восточной литературы, 1963. — Т. II. Ч. 1. — С. 197
Халид обратил внимание на свидетельство очевидцев: к примеру, немецкий исследователь Вильгельм Густав Рикмер Рикмерс (1873—1965), побывавший в Средней Азии в начале XX века, писал: «в повседневной жизни русские используют слово „сарт“ почти так же, как британские колонисты говорили бы о „неграх“».
В 1922 году узбекский писатель Абдулла Кадыри писал, что термин «сарт» напоминает о «временах господина [тўра] Остроумова и со всей очевидностью оскорбляет нас, узбеков, [которые] боролись против слова “сарт”, независимо от того, кто и по каким причинам пристегивал его к нам».
Местное население, в первую очередь, считало себя преимущественно мусульманами Туркестана при переплетении этнических, религиозных и региональных аспектов.
Американский историк Адиб Халид в заключении утверждал, что «сарты были изгнаны из политического и этнографического лексикона еще и потому, что на право называться этим термином не претендовала ни одна группа».
Профессор Оксфордского университета М. Ривс в 2014 году подчёркивала, что хотя сонятие «сарт» давно вышло из официального употребления как статистическая категория, оно по сей день сохраняет социальную значимость как уничижительный термин для «узбеков». Это заключение поддержано другими европейскими учёными, которые утверждают, что термин «сарт» в настоящее время является уничижительным термином для узбеков (а иногда таджиков и уйгуров).

## Антропология и гаплогруппы
Узбеки — метисная группа между европеоидной и монголоидной расами.
Как свидетельствует авторитетный антрополог К. Кун, современные узбеки являются весьма неоднородным в расовом отношении этносом, среди них есть представители как «чрезвычайно европеоидных», так и «сильно монголоидных» и множество «смешанных в разной степени» индивидуумов. Среди современных узбеков преобладают памиро-ферганский тип европеоидной расы (Памиро-ферганская раса или раса среднеазиатского междуречья), с примесью монголоидных элементов у жителей Северного Хорезма. Памиро-ферганская раса возникла в результате метисации мощного андроновского (палеоевропеоидного) типа и местного грацильного медитерранидного типа.
Среди узбеков представлены различные гаплогруппы. У некоторых групп узбеков широко распространена Y-хромосомная гаплогруппа R1a-Z93 — 25,1 %. Далее идут: J — 21,4 %, R1b — 8,9 %, L — 3,0 %, E1b1b — 2,5 %, I — 2,2 %. В более поздней работе доля R1b не превышает 5 %, доля R1a — 27 %. Гаплогруппа C2*-M217* в ферганском регионе достигает 18 %, I2a*-M172* в ташкентском регионе достигает 13 %, Q-M242 в ташкентском регионе достигает 17 %, O2a2*-P201* в ферганском регионе достигает 7 %, L-M20 в ферганском регионе достигает 6 %, G2a*-P15*, O2*-M122 и O1*-M267* в ташкентском регионе достигают 4 %. В более поздней работе Т. Карафет (2015 г.) состав гаплогрупп узбеков выглядит так: R1a-Z93 — 27 %, R1b1 −8,3 % (в том числе R1b1-L278* — 2,7 %, R1b1-L23* — 2,7 %, R1b1-P310/L11 — 1,4 %), R2 — 2,7 %, I2a1 — 1,4 %, E1b1b1a — 4,1 %, G2 −4,1 %, H1a — 5,4 %, J1a — 4,1 %, J2 −13,6 %, C2b1 −12,2 %, D1a −1,4 %, O2a — 2,7 %, O1b −1,4 %, N1c −5,4 %, Q1a −5,4 %. Среди афганских узбеков преобладают гаплогруппы R1a(27 %), J2(16 %), R1b(11 %), L(10 %), Q(10 %), G2a(4 %), N(4 %), C(4 %), H(3 %) и R2(3 %)

## Дерматоглифика узбеков с родо-племенными делениями
Антрополог Г. Ходжайова изучала дерматоглифику узбеков, условно разбивая их на две группы. Были сравнены группы, проживающие на территории современного Узбекистана до XVI в. (т. н. «ранние» племена) и группы, проживающие на той же территории с XVI в. (т. н. дештикипчакские племена). Сравнение этих групп по основным дерматоглифическим показателям и комплексам выявило следующую картину. Дельтовый индекс оказался ниже у «поздних», достоверно — среди женщин. По величине индекса Камминса мужчины не различаются, а среди женщин он выше у «ранних».

## Язык и письменность
Узбекский язык относится к тюркской семье языков. Вместе с уйгурским языком он относится к карлукским языкам. Карлукской группе тюркских языков предшествовал карлукский язык VIII—XV веков.
Он представляет собой результат взаимодействия тюркских языков с языками хорезмийцев, согдийцев, бактрийцев, саков. Становление узбекского языка было сложным, многоплановым и заняло многие столетия.
Тюркские имена и титулы встречаются в бактрийских документах VII—VIII вв.: каган, тапаглиг элтабир, тархан, тудун, имена Кутлуг Тапаглиг Бильга савук, Кера-тонги, Тонгаспар, тюркские этнические названия: халач, тюрк. В этот период тюрки составили часть оседлого населения древней Бактрии.
Хорезмийский учёный и этнограф Аль-Бируни (973—1048) в своём произведении «Памятники минувших поколений», написанном в Хорезме около 1000 года, приводит названия месяцев по-тюркски: улуг-ой, кичик-ой, биринчи-ой, иккинчи-ой, учинчи-ой, туртинчи-ой, бешинчи-ой, олтинчи-ой, йетинчи-ой, саккизинчи-ой, токкузинчи-ой, унинчи-ой.
К X веку в государстве Караханидов использовался литературный язык, продолживший традиции древнетюркских письменных текстов. Исламизация Караханидов и их тюркских подданных имело большое значение в развитии тюркской культуры.
Одной из первых хроник эпохи Шибанидов является «Чингиз-наме», которую написал придворный историк Утемиш-хаджи. Она написана на чагатайском (староузбекском) языке в 1558 году по поручению Шибанида Иш-султана (убит в 1558 году). Книга основана на устных преданиях, бытовавших среди кочевых узбеков. Автор много странствовал по Хорезму и Дешт-и-Кипчаку, поэтому его повествование в значительной степени основывается на рассказах очевидцев. Хроника Утемиш-хаджи послужила важным этапом становления хорезмской историографической школы.
Поэма «Киссаи Сайфульмулюк» (начало XVI в.) узбекского бухарского поэта Маджлиси была известна в тюркском мире. В 1793—1796 узбекский поэт Сайкали создал дастан «Бахрам и Гуландам». Поэма «Киссаи Сайфульмулюк» Маджлиси была одной из первых тюркских светских книг, напечатанных в типографии Казани в 1807 году.
Узбекские политические элиты почитали тюркского поэта А. Навои. Бухарский эмир Музаффар в 1872 году подарил рукопись Дивана А. Навои британской королеве Виктории. Хорезмийские поэты продолжали традиции поэзии тюркского поэта Алишера Навои, что отмечалось А. Н. Самойловичем. Поэзия Алишера Навои оказала наибольшее влияние на творчество узбекской поэтессы Надиры (1792—1842).
С IX века, по мере распространения и укрепления ислама среди узбеков, получил распространение и арабский алфавит. Первые произведения на тюркском языке с использованием арабской письменности были созданы в X веке. До 1928 года узбекский язык был основан на арабском алфавите. В 1923 году была проведена реформа алфавита с целью приспособления его к фонетическому строю узбекского языка. В 1928—1940 гг. вместо арабского алфавита в УзССР стал использоваться латинский алфавит, в 1940 году он был заменён кириллическим алфавитом, а в 1992 году в Узбекистане был вновь введён латинский алфавит.
Выдающийся лингвист В. Радлов в 1868 году утверждал, что термин «чагатайский язык» является синонимом понятия «узбекский язык». В пределах Самаркандской области письменность имел только узбекский. На обширной территории, занимаемой узбеками, наблюдались диалектные различия, но в общем этот язык можно было рассматривать как единое целое.
Современный узбекский язык имеет сложный состав диалектов. Диалекты большинства узбекских городских центров (ташкентский, ферганский, каршинский, самаркандско-бухарский, туркестано-чимкентский) относятся к юго-восточной (карлукской) группе тюркских языков. В составе узбекского языка также выделяют группу говоров, которые относятся к кыпчакской группе, и огузскую группу, к которой относятся диалекты Хорезма и прилегающих территорий, расположенных на северо-западе страны.
Для некоторых групп узбеков характерно двуязычие. Так, например, среди узбеков Афганистана большинство, наряду с узбекским, также владеет языком дари.

## Религия
Традиционно, начиная со времён арабского завоевания, основной религией предков узбекского народа Средней Азии является ислам суннитского толка.
Начиная с XII века важную роль играли суфийские тарикаты (ордена), наиболее известным из были Яссавия, Кубравия (основано в Хорезме), и Накшбанди, основанный в XIV веке в Бухаре. В настоящее время узбеки являются суннитами ханафитского мазхаба.
Лидер узбеков начала XVI века — Шейбани-хан не делал никакого различия между иранцами и тюрками по национальному признаку, а следовал хадису пророка: «все мусульмане — братья».
Значительную роль в истории узбеков Бухарского ханства играл теолог, представитель ордена Накшбандия Махдуми Азам (1461—1542) из Ферганской долины. Он был потомком известного богослова и деятеля суфизма Бурханиддин Кылыча. Многие известные люди, в том числе правители, считали Махдуми Азама своим духовным наставником. Среди них был поэт и правитель Захираддин Мухаммад Бабур и шибанид Джанибек Султан. По инициативе Джанибек Султана он переселился в Самаркандскую область — в 12 км от Самарканда в Дагбит (Акдарьинский район). Здесь был основан крупный суфийский центр.
Медресе Мири Араб было построено шейхом тариката Накшбандия Сайидом Абдуллой аль-Йамани Хадрамаути, духовным наставником узбекского правителя Бухары Убайдулла-хана и идейным вдохновителем борьбы народов Мавераннахра против государства Кызылбашей.
Одним из суфийских деятелей был Суфи Аллаяр (1644—1721) из узбекского рода утарчи. Знаменитое стихотворное произведение Суфи Аллаяра «Саботул ожизин» написанное на узбекском языке было посвящено суфийской философии стало позже учебным пособием для медресе Бухары, Коканда и Хивы.

## Национальная живопись
В XVI—XVII веках в столичной Бухаре и нескольких других городских центрах развилось искусство рукописи и переплётного дела. Художественное оформление манускрипта включало каллиграфию, выполнение тонких орнаментов на полях красками. В Самарканде и, особенно, Бухаре достигла расцвета среднеазиатская школа миниатюры.
Основатель узбекского Шейбанидского государства Шейбани Хан юность провел в Бухаре, увлекался каллиграфией и писал стихи. От первых лет его правления сохранился манускрипт «Фатх наме» — «Хроника побед», созданный придворным историографом Мулла-Мухаммедом Шади (ок.1502-07 гг. Ташкент, Библиотека Института Востока АН Узбекистана).
После его смерти наследники, среди которых выделялся племянник Убайдулла-хан, продолжили патронаж, и в 1520х годах стиль бухарской китабхане, (а именно в Бухару в это время была перенесена столица) демонстрирует явную связь с гератским стилем Бехзада (манускрипт «Бустан» Саади от 1522—1523 года Нью-Йорк, Музей Метрополитен; «Михр и Муштари» Ассара Тебризи, 1523 год, Галерея Фрир, Вашингтон). С 1512 по 1536 год Убайдулла собирал в Бухаре самых лучших художников и каллиграфов. Среди них были каллиграф Мир Али и замечательный Шейхзаде, один из лучших учеников Бехзада, который после переезда в Бухару подписывал свои работы именем Махмуд Музаххиб. Их совместное творчество можно видеть в манускрипте «Хафт Манзар» (Семь павильонов) поэта Хатифи.
Этот новый бухарский стиль был продолжен другими художниками, в частности учеником Махмуда Музаххиба Абдуллой, работавшим в Бухаре по меньшей мере до 1575 года. К этому периоду относится участие Махмуда Музаххиба в создании манускрипта «Тухфат аль Ахрар» («Дар благородным») Джами с посвящением правившему в Бухаре султану Абдулазиз-хану и датой — 1547/8 год. Кроме того, он создал портрет Алишера Навои, где тот стоит, опершись о посох (источники утверждают, что это копия с работы Бехзада). Манускрипты, создаваемые для Абдуллы Хана (1557—1598), такие как «Шахнаме» Фирдоуси от 1564 года, имеют ограниченную палитру, старомодный стиль изображения фигур, и довольно бедные пейзажи. Влияние бухарской школы на индийскую живопись было весьма заметным.
Традиция иллюстрирования рукописей в Средней Азии продолжалась в XVII веке. Художественный ассортимент в это время обогатился некоторыми новшествами, как это можно видеть в рукописи «Зафарнаме» (Книга побед) Шараф ад-Дина Али Йазди от 1628/9 года. В дублинской библиотеке Честер Битти хранится экземпляр «Бустана» Саади, датированный 1616 годом, в работе над которым приняли участие три художника — Мухаммед Шериф, Мухаммед Дервиш, и Мухаммед Мурад. Другой вариант этого произведения Саади из той же библиотеки в Дублине датируется 1649 годом.

## Жилище
В жилищном строительстве используются, особенно в сёлах, черты традиционного строительного искусства: сейсмостойкий деревянный каркас, крытая терраса, ниши в стенах домов для постельных принадлежностей, посуды и другой утвари.
У узбеков существовали разные региональные школы зодчества. Среди них наиболее самостоятельными и своеобразными были ферганская, бухарская, хивинская, шахрисябзская и самаркандская. Их особенности выражались в конструкции, строительных приёмах, планировке и т. д.

## Одеяние
Мужская и женская одежда узбеков состояла из рубахи, штанов с широким шагом и халата (стёганого на вате или просто на подкладке). Халат подпоясывали кушаком (или сложенным платком) или носили свободным. С конца XIX — начала XX века распространилась верхняя одежда в талию — камзол. Головные уборы у мужчин — тюбетейки, войлочные колпаки, чалмы, меховые шапки, у женщин — платки. Выходя из дому, женщины (в городах) набрасывали на голову накидку — паранджу, закрывали лицо сеткой из конского волоса — чачваном. Девушки и женщины до рождения первого ребёнка заплетали волосы в мелкие косички (до 40), остальные женщины — в две косы. Традиционная обувь — кожаные сапожки на мягкой подошве, на которые надевались кожаные, позднее — резиновые калоши.
В одежде наряду с распространением европейских стандартов прослеживается и другой процесс — стирание локальных различий и сложение общенациональных форм (например, мужской прямоспинный халат и чёрная тюбетейка с белым узором, женское платье на короткой кокетке, со сборами на груди и спине, отложным воротником, нередко сочетающееся с шароварами). Практически вышли из употребления паранджа и чачван. Основной головной убор женщин — платок, хотя ношение платка не является обязательным.

## Узбекская кухня
Узбекская кухня характерна своим многообразием. Пища узбеков состоит из большого числа всевозможных растительных, молочных, мясных продуктов. Важное место в питании занимает хлеб, выпекаемый из пшеничной, реже из кукурузной и других видов муки в виде различных лепёшек (оби-нон, патир и других). Распространены и готовые мучные изделия, в том числе — десертные. Ассортимент блюд отличается разнообразием. Такие кушанья, как лапша, супы и каши из риса (шавля) и бобовых (машкичири), приправляют растительным или коровьим маслом, квашеным молоком, красным и чёрным перцем, различными травами (укроп, петрушка, киндза, райхан (базилик) и т. д.). Разнообразны молочные продукты — катык, каймак, сметана, творог, сузьма, пишлок (сушёный сгусток творожных хлопьев от нагрева катыка или простокваши), курт и т. д. Мясо — баранина, говядина, мясо птиц (курятина и т. д.), реже конина. Сравнительно незначительное место в питании занимают такие популярные в других регионах продукты как рыба, грибы и другие продукты.
Излюбленные блюда — плов, манты, лагман и другие. Большое место в питании занимают овощи, фрукты, виноград, арбузы, дыни, различные ореховые культуры (прежде всего грецкие и арахис). Главный напиток — чай, чаще зелёный.

## Узбекские национальные виды спорта
- Кураш — узбекская национальная борьба.
- Пойга (узбекский вид конного спорта) — вид конных скачек.
- Улак или Купкари — козлодрание (борьба всадников за тушу козла).

## Узбеки в филателии
В 1933 году в СССР была выпущена этнографическая серия почтовых марок «Народы СССР». Среди них была марка, посвящённая узбекам.

## Узбеки за пределами Узбекистана
С XIV века происходила эмиграция узбеков за пределы Центральной Азии. Этот процесс усилился со второй половины XIX века, когда началась миграция в Афганистан и Османскую империю. Мулла Исхак (1836—1892) был первым узбекским учёным, работавшим в Европейской академии наук в Будапеште (Венгрия).
В настоящее время узбеки проживают в более чем 20 странах мира. Среди них есть известные имена профессора Колумбийского университета — Сильвия Назар, Индианского университета — Назиф Шахрани, бывшего министра Турции — Ахат Андижан, доктора исторических наук, первого узбекского антрополога Тельмана Ходжайова (1938—2022), доктора физико-математических наук, директора Института физики токамаков НИЦ «Курчатовский институт», заслуженного деятеля науки Российской Федерации Энглена Атакузиевича Азизова (1936—2015). доктора медицинских наук, академика РАН, РАМН, директора Института иммунологии России (1988—2014), лауреата Государственной премии РФ, дважды лауреата премии Правительства РФ, заслуженного деятеля науки РФ Р. М. Хаитова (1944—2022).. Среди молодых узбекских ученых зарубежом профессор Лундского университета (Швеция) Рустам Уринбаев, специалист по миграции, законности и коррупции в странах Евразии.
В России также живут актёры: Шухрат Иргашев, Равшана Куркова, режиссёры: Эльёр Ишмухамедов, Рустам Хамдамов и другие. По роману Сильвии Назар «Прекрасный разум» был снят фильм, получивший четыре премии «Оскар». Среди узбекских миллиардеров за рубежом можно отметить филантропа Алишер Усманова, Фаттоха Шодиева (Казахстан), Искандера Махмудова (Россия).

### Коренные узбекские меньшинства Центральной Азии
Большое количество узбеков традиционно проживает во многих странах Центральной Азии:
- Узбеки в Афганистане составляют около 10 % населения — от 3,7 до 6,6 млн чел.[3][4]
- Узбеки в Таджикистане — 1,2 млн (2020)[5]
- Узбеки в Кыргызстане — 999,3 тыс. (01.01.2022)[6]
- Узбеки в Казахстане — 678 487 (2025)[7]
- Узбеки в Туркменистане — около 0,5 млн[271]. В Туркменистане все узбекские школы были закрыты в период президентства С. Ниязова (1991—2006).[272]

### Узбекские диаспоры
- Узбеки в России
- Узбеки в Турции
- Узбеки в Китае
- Узбеки в Пакистане
- Узбеки в США
- Узбеки в Индии
- Узбеки на Украине
- Узбеки в Санкт-Петербурге

## Галерея
- Алишер Навои — узбекский поэт XV века, суфий, государственный деятель тимуридского Хорасана.
- Имамкули-хан — узбекский хан из династии Аштарханидов. При его правлении сформировался ансамбль Регистан в Самарканде.
- Мухаммад Рахим-хан II, узбекский хан Хорезма.
- Сеид Алим-хан — последний узбекский эмир Бухарского эмирата.
- Хамза Хакимзаде Ниязи — поэт, драматург, общественный деятель, народный поэт Узбекской ССР (1926). Основоположник узбекской советской литературы.
- Ислам Каримов — первый президент Узбекистана (1991-2016)
- Шавкат Мирзиёев — Президент Узбекистана
- Рустам Касымджанов — шахматист, гроссмейстер, чемпион мира по версии ФИДЕ (2004).
- Узбекская певица Райхон Ганиева в 2012 году
- Оборона цитадели Самарканда в 1868 году. Из российского иллюстрированного журнала «Нива» (1872)
- Традиционная паранджа, Самарканд, около 1910 г.
- Узбекские национальные костюмы. Ташкент (1911 г.)
- Представители узбекской диаспоры в Турции за праздничным столом
- Узбеки в Афганистане
- Узбекские дети в Самарканде